# Aptesis minutor
Aptesis minutor är en stekelart som beskrevs av Aubert 1968. Aptesis minutor ingår i släktet Aptesis och familjen brokparasitsteklar. Inga underarter finns listade.